# Llista d'asteroides/173101-173200
| Nom              | Designació provisional | Data de descobriment   | Lloc de descobriment   | Descobridor/s                                          |
| ---------------- | ---------------------- | ---------------------- | ---------------------- | ------------------------------------------------------ |
| 173101 -         | 2007 TV320             | 13 d'octubre de 2007   | Catalina               | CSS                                                    |
| 173102 -         | 2007 TJ379             | 13 d'octubre de 2007   | Catalina               | CSS                                                    |
| 173103 -         | 2007 UF38              | 19 d'octubre de 2007   | Kitt Peak              | Spacewatch                                             |
| 173104 -         | 2007 UY114             | 31 d'octubre de 2007   | Kitt Peak              | Spacewatch                                             |
| 173105 -         | 2007 VU5               | 4 de novembre de 2007  | 7300 Observatory       | W. K. Y. Yeung                                         |
| 173106 -         | 2007 VN79              | 3 de novembre de 2007  | Kitt Peak              | Spacewatch                                             |
| 173107 -         | 2007 VX111             | 3 de novembre de 2007  | Kitt Peak              | Spacewatch                                             |
| 173108 Ingola    | 6240 P-L               | 24 de setembre de 1960 | Palomar                | C. J. van Houten, I. van Houten-Groeneveld, T. Gehrels |
| 173109 -         | 7635 P-L               | 17 d'octubre de 1960   | Palomar                | C. J. van Houten, I. van Houten-Groeneveld, T. Gehrels |
| 173110 -         | 2323 T-1               | 25 de març de 1971     | Palomar                | C. J. van Houten, I. van Houten-Groeneveld, T. Gehrels |
| 173111 -         | 2059 T-2               | 29 de setembre de 1973 | Palomar                | C. J. van Houten, I. van Houten-Groeneveld, T. Gehrels |
| 173112 -         | 4327 T-2               | 29 de setembre de 1973 | Palomar                | C. J. van Houten, I. van Houten-Groeneveld, T. Gehrels |
| 173113 -         | 5038 T-2               | 25 de setembre de 1973 | Palomar                | C. J. van Houten, I. van Houten-Groeneveld, T. Gehrels |
| 173114 -         | 1195 T-3               | 17 d'octubre de 1977   | Palomar                | C. J. van Houten, I. van Houten-Groeneveld, T. Gehrels |
| 173115 -         | 3145 T-3               | 16 d'octubre de 1977   | Palomar                | C. J. van Houten, I. van Houten-Groeneveld, T. Gehrels |
| 173116 -         | 4162 T-3               | 16 d'octubre de 1977   | Palomar                | C. J. van Houten, I. van Houten-Groeneveld, T. Gehrels |
| 173117 Promachus | 1973 SA1               | 24 de setembre de 1973 | Palomar                | C. J. van Houten, I. van Houten-Groeneveld, T. Gehrels |
| 173118 -         | 1981 EB4               | 2 de març de 1981      | Siding Spring          | S. J. Bus                                              |
| 173119 -         | 1981 EU46              | 2 de març de 1981      | Siding Spring          | S. J. Bus                                              |
| 173120 -         | 1990 TL9               | 10 d'octubre de 1990   | Tautenburg Observatory | F. Börngen, L. D. Schmadel                             |
| 173121 -         | 1991 VO10              | 5 de novembre de 1991  | Kitt Peak              | Spacewatch                                             |
| 173122 -         | 1992 BV4               | 30 de gener de 1992    | Kitt Peak              | Spacewatch                                             |
| 173123 -         | 1993 FB35              | 19 de març de 1993     | La Silla               | UESAC                                                  |
| 173124 -         | 1993 FX47              | 19 de març de 1993     | La Silla               | UESAC                                                  |
| 173125 -         | 1993 PB2               | 15 d'agost de 1993     | Kitt Peak              | Spacewatch                                             |
| 173126 -         | 1994 AY8               | 8 de gener de 1994     | Kitt Peak              | Spacewatch                                             |
| 173127 -         | 1994 CQ10              | 7 de febrer de 1994    | La Silla               | E. W. Elst                                             |
| 173128 -         | 1994 HL1               | 19 d'abril de 1994     | Kitt Peak              | Spacewatch                                             |
| 173129 -         | 1994 JH2               | 1 de maig de 1994      | Kitt Peak              | Spacewatch                                             |
| 173130 -         | 1994 JA6               | 4 de maig de 1994      | Kitt Peak              | Spacewatch                                             |
| 173131 -         | 1994 PY36              | 10 d'agost de 1994     | La Silla               | E. W. Elst                                             |
| 173132 -         | 1994 RY2               | 2 de setembre de 1994  | Kitt Peak              | Spacewatch                                             |
| 173133 -         | 1994 TS6               | 4 d'octubre de 1994    | Kitt Peak              | Spacewatch                                             |
| 173134 -         | 1994 YP2               | 27 de desembre de 1994 | Caussols               | C. Pollas                                              |
| 173135 -         | 1995 FO7               | 25 de març de 1995     | Kitt Peak              | Spacewatch                                             |
| 173136 -         | 1995 HP1               | 24 d'abril de 1995     | Kitt Peak              | Spacewatch                                             |
| 173137 -         | 1995 HH3               | 26 d'abril de 1995     | Kitt Peak              | Spacewatch                                             |
| 173138 -         | 1995 QZ4               | 22 d'agost de 1995     | Kitt Peak              | Spacewatch                                             |
| 173139 -         | 1995 SO16              | 18 de setembre de 1995 | Kitt Peak              | Spacewatch                                             |
| 173140 -         | 1995 SH19              | 18 de setembre de 1995 | Kitt Peak              | Spacewatch                                             |
| 173141 -         | 1995 SQ44              | 25 de setembre de 1995 | Kitt Peak              | Spacewatch                                             |
| 173142 -         | 1995 SJ57              | 21 de setembre de 1995 | Kitt Peak              | Spacewatch                                             |
| 173143 -         | 1995 SY66              | 17 de setembre de 1995 | Kitt Peak              | Spacewatch                                             |
| 173144 -         | 1995 TY2               | 15 d'octubre de 1995   | Kitt Peak              | Spacewatch                                             |
| 173145 -         | 1995 TT3               | 15 d'octubre de 1995   | Kitt Peak              | Spacewatch                                             |
| 173146 -         | 1995 UM                | 17 d'octubre de 1995   | Sormano                | P. Sicoli, P. Ghezzi                                   |
| 173147 -         | 1995 UC38              | 22 d'octubre de 1995   | Kitt Peak              | Spacewatch                                             |
| 173148 -         | 1995 VX3               | 14 de novembre de 1995 | Kitt Peak              | Spacewatch                                             |
| 173149 -         | 1995 VH18              | 15 de novembre de 1995 | Kitt Peak              | Spacewatch                                             |
| 173150 -         | 1995 WM12              | 16 de novembre de 1995 | Kitt Peak              | Spacewatch                                             |
| 173151 -         | 1995 WV24              | 18 de novembre de 1995 | Kitt Peak              | Spacewatch                                             |
| 173152 -         | 1995 XC4               | 14 de desembre de 1995 | Kitt Peak              | Spacewatch                                             |
| 173153 -         | 1996 EB12              | 13 de març de 1996     | Kitt Peak              | Spacewatch                                             |
| 173154 -         | 1996 ME                | 16 de juny de 1996     | Kitt Peak              | Spacewatch                                             |
| 173155 -         | 1996 RP                | 8 de setembre de 1996  | Prescott               | P. G. Comba                                            |
| 173156 -         | 1996 RV9               | 7 de setembre de 1996  | Kitt Peak              | Spacewatch                                             |
| 173157 -         | 1996 RX12              | 8 de setembre de 1996  | Kitt Peak              | Spacewatch                                             |
| 173158 -         | 1996 TJ1               | 6 d'octubre de 1996    | Prescott               | P. G. Comba                                            |
| 173159 -         | 1996 TS39              | 8 d'octubre de 1996    | La Silla               | E. W. Elst                                             |
| 173160 -         | 1996 UD2               | 17 d'octubre de 1996   | Kitt Peak              | Spacewatch                                             |
| 173161 -         | 1996 VN22              | 9 de novembre de 1996  | Kitt Peak              | Spacewatch                                             |
| 173162 -         | 1996 XP9               | 1 de desembre de 1996  | Kitt Peak              | Spacewatch                                             |
| 173163 -         | 1996 XP12              | 6 de desembre de 1996  | Kitt Peak              | Spacewatch                                             |
| 173164 -         | 1996 XZ18              | 7 de desembre de 1996  | Oizumi                 | T. Kobayashi                                           |
| 173165 -         | 1997 AM18              | 15 de gener de 1997    | Kleť                   | Kleť                                                   |
| 173166 -         | 1997 BP2               | 30 de gener de 1997    | Oizumi                 | T. Kobayashi                                           |
| 173167 -         | 1997 CS17              | 3 de febrer de 1997    | Kitt Peak              | Spacewatch                                             |
| 173168 -         | 1997 EB2               | 4 de març de 1997      | Kitt Peak              | Spacewatch                                             |
| 173169 -         | 1997 ED27              | 5 de març de 1997      | Kitt Peak              | Spacewatch                                             |
| 173170 -         | 1997 EU31              | 10 de març de 1997     | Kitt Peak              | Spacewatch                                             |
| 173171 -         | 1997 EE44              | 11 de març de 1997     | Socorro                | LINEAR                                                 |
| 173172 -         | 1997 EN58              | 10 de març de 1997     | La Silla               | E. W. Elst                                             |
| 173173 -         | 1997 GX2               | 7 d'abril de 1997      | Kitt Peak              | Spacewatch                                             |
| 173174 -         | 1997 GO12              | 3 d'abril de 1997      | Socorro                | LINEAR                                                 |
| 173175 -         | 1997 HL2               | 29 d'abril de 1997     | Kitt Peak              | Spacewatch                                             |
| 173176 -         | 1997 KO                | 29 de maig de 1997     | Mount Hopkins          | C. W. Hergenrother                                     |
| 173177 -         | 1997 SW4               | 23 de setembre de 1997 | Modra                  | A. Galád, P. Kolény                                    |
| 173178 -         | 1997 TY10              | 3 d'octubre de 1997    | Kitt Peak              | Spacewatch                                             |
| 173179 -         | 1997 TL24              | 6 d'octubre de 1997    | Xinglong               | BAO Schmidt CCD Asteroid Program                       |
| 173180 -         | 1997 UP17              | 25 d'octubre de 1997   | Kitt Peak              | Spacewatch                                             |
| 173181 -         | 1998 FM                | 18 de març de 1998     | Kitt Peak              | Spacewatch                                             |
| 173182 -         | 1998 FY                | 18 de març de 1998     | Kitt Peak              | Spacewatch                                             |
| 173183 -         | 1998 FN51              | 20 de març de 1998     | Socorro                | LINEAR                                                 |
| 173184 -         | 1998 FQ61              | 20 de març de 1998     | Socorro                | LINEAR                                                 |
| 173185 -         | 1998 FB72              | 20 de març de 1998     | Socorro                | LINEAR                                                 |
| 173186 -         | 1998 FT92              | 24 de març de 1998     | Socorro                | LINEAR                                                 |
| 173187 -         | 1998 HU53              | 21 d'abril de 1998     | Socorro                | LINEAR                                                 |
| 173188 -         | 1998 HV71              | 21 d'abril de 1998     | Socorro                | LINEAR                                                 |
| 173189 -         | 1998 HE108             | 23 d'abril de 1998     | Socorro                | LINEAR                                                 |
| 173190 -         | 1998 KC46              | 22 de maig de 1998     | Socorro                | LINEAR                                                 |
| 173191 -         | 1998 KJ61              | 23 de maig de 1998     | Socorro                | LINEAR                                                 |
| 173192 -         | 1998 NK1               | 15 de juliol de 1998   | Kitt Peak              | Spacewatch                                             |
| 173193 -         | 1998 QK3               | 17 d'agost de 1998     | Socorro                | LINEAR                                                 |
| 173194 -         | 1998 QN15              | 17 d'agost de 1998     | Socorro                | LINEAR                                                 |
| 173195 -         | 1998 QD33              | 17 d'agost de 1998     | Socorro                | LINEAR                                                 |
| 173196 -         | 1998 QF33              | 17 d'agost de 1998     | Socorro                | LINEAR                                                 |
| 173197 -         | 1998 QZ38              | 17 d'agost de 1998     | Socorro                | LINEAR                                                 |
| 173198 -         | 1998 QW44              | 17 d'agost de 1998     | Socorro                | LINEAR                                                 |
| 173199 -         | 1998 QQ86              | 24 d'agost de 1998     | Socorro                | LINEAR                                                 |
| 173200 -         | 1998 QJ91              | 28 d'agost de 1998     | Socorro                | LINEAR                                                 |